# Escut i bandera de Sant Fulgenci
L'escut i la bandera de Sant Fulgenci són els símbols representatius de Sant Fulgenci, municipi del País Valencià, a la comarca del Baix Segura.

## Escut heràldic
L'escut oficial de té el següent blasonament:
| « | Escut ibèric, amb la boca redona, truncat. Al primer quarter, en camper de gules, una mitra d'argent amb les ínfules d'or, carregada d'una creu llatina de gules i, creuat en banda, un bàcul d'or. Al segon quarter, en camper d'argent, dues espigues de blat de sinople o verd. Al timbre una corona reial oberta. | » |

## Bandera
La bandera oficial de Sant Fulgenci té la següent descripció:
| « | Bandera de proporcions 2:3, és a dir, una vegada i mitja més de llargària que d'amplària, trinxada. La primera meitat, junt a l'asta, d'argent o blanc. La segona meitat, al batent, de gules o roig. | » |

## Història
L'escut s'aprovà per Resolució de 18 de novembre de 1992, del conseller d'Administració Pública, publicada en el DOGV núm. 1.921, de 10 de desembre de 1992.
Els símbols episcopals de la primera partició recorden la fundació del poble el 1729 per part del cardenal Belluga, bisbe de Cartagena. Les espigues són una al·lusió a la riquesa agrícola local, centrada sobretot en els conreus de regadiu, especialment carxofes, melons, patates i tomàquets.